# Maculinea eutyphron
Maculinea eutyphron är en fjärilsart som beskrevs av Hans Fruhstorfer 1934. Maculinea eutyphron ingår i släktet Maculinea och familjen juvelvingar. Inga underarter finns listade i Catalogue of Life.